# Lasioglossum vierecki
Lasioglossum vierecki là một loài Hymenoptera trong họ Halictidae. Loài này được Crawford mô tả khoa học năm 1904.